# A Quiet Day at Murphy's
A Quiet Day at Murphy's è un cortometraggio muto del 1914 diretto da Wilfred Lucas. Prodotto dalla Universal Film Manufacturing Company, aveva come protagonista Beatrice Van.

## Produzione
Il film fu prodotto dalla Joker (Universal Film Manufacturing Company).

## Distribuzione
Distribuito dalla Universal Film Manufacturing Company, il film - un cortometraggio in una bobina - uscì nelle sale statunitensi il 20 giugno 1914.